# Znamianka (huyện)
Huyện Znamianka (tiếng Ukraina: Знам'янський район, chuyển tự: Znamiankas'kyi raion) là một huyện của tỉnh Kirovohrad thuộc Ukraina. Huyện Znamianka có diện tích 1334 km², dân số theo điều tra dân số ngày 5 tháng 12 năm 2001 là 30078 người với mật độ 23 người/km2. Trung tâm huyện nằm ở Znamianka.